# Vladímir Bazárov
Vladímir Aleksándrovich Bazárov (ruso: Влади́мир Алекса́ндрович База́ров; 8 de agosto de 1874 – 16 de septiembre de 1939) fue un marxista revolucionario, periodista, filósofo y economista ruso. Nacido como Vladímir Aleksándrovich Rudnev, Bazárov es recordado principalmente como un pionero en el desarrollo de la planificación económica en la Unión Soviética. Fue uno de los machistas rusos, como Lenin denominó el término, y fue un amigo cercano de Alexánder Bogdánov.

## Carrera temprana

### Primeros años
Vladímir Aleksándrovich Rudnev nació el 8 de agosto de 1874 (N.S.) en Tula, Imperio ruso.
Hijo de un médico y noble, A. M. Rudnev, se matriculó en el gimnasio clásico de Tula (escuela secundaria) en 1884 y se graduó en la primavera de 1892.
En el otoño de 1892, Rudnev se matriculó en la facultad de ciencias naturales de la Universidad de Moscú. Se involucró en la política revolucionaria en 1896, actividad que llevaría a su expulsión de Moscú al año siguiente. También adoptó el apellido "Bazárov" como un seudónimo revolucionario clandestino, tomándolo del personaje positivista comtiano en la novela Padres e hijos de Turgénev. Posteriormente, Bazárov regresó a Tula, donde, junto con Alexánder Bogdánov e Iván Skvortsov-Stepánov, organizó una escuela clandestina para trabajadores de Tula. Bogdánov residió en la casa del padre de Bazárov y conoció a su esposa, quien trabajaba para Aleksándr Rudnev. Un principio rector de este grupo era que el movimiento obrero debía ser liderado por los propios trabajadores, asistidos por miembros educados de la intelligentsia radical.

## En el exilio
Bazárov fue expulsado de Tula en 1899 y emigró a Alemania, estableciéndose en Berlín. En el otoño de 1900, Bazárov fue fundamental en el establecimiento de una organización política llamada "Grupo Neutral de Socialdemócratas en Berlín". Esta organización se dedicó a ayudar a sanar la división entre la Unión de Socialdemócratas Rusos en el Extranjero, editores de Rabochee Delo (La Causa Obrera), y el grupo Emancipación del Trabajo, editores de Iskra (La Chispa). Según Bazárov, el grupo de Berlín envió representantes a Ginebra en un intento de negociar una reconciliación entre estos dos grupos de revolucionarios marxistas. El grupo de Berlín de Bazárov emitió tres o cuatro proclamas políticas antes de disolverse en el verano de 1901.

## Regreso a Rusia

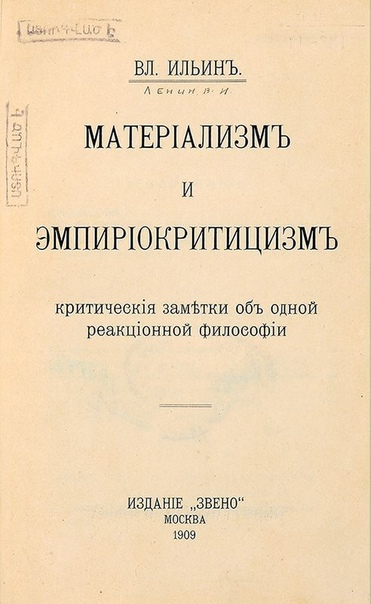
Portada de la primera edición del Materialismo y empirocriticismo: notas críticas sobre una filosofía reaccionaria de Lenin, publicada en 1909 contra Alexánder Bogdánov, Nikolái Valentínov, Vladímir Bazárov y sus correligionarios.

En el otoño de 1901, Bazárov regresó a Rusia para servir como miembro del Comité Socialdemócrata de Moscú. Sin embargo, pronto fue arrestado nuevamente por su actividad política, y esta vez fue exiliado por tres años a Siberia.
En 1904, Bazárov se unió a la facción bolchevique del Partido Obrero Socialdemócrata de Rusia (POSDR), una organización encabezada por V. I. Lenin. Regresó a San Petersburgo cuando terminó su período de exilio y fue miembro del comité bolchevique de San Petersburgo. Entre 1905 y 1907, Bazárov escribió extensamente para la prensa del partido bolchevique, sirviendo en el consejo editorial del principal periódico del grupo, Rabochii put' (El Camino Obrero), y formando parte de la dirección clandestina del partido en el país, el llamado "Centro Bolchevique."
También en este período, Bazárov se unió a sus antiguos camaradas de Tula, Iván Skvortsov-Stepánov y Alexánder Bogdánov, para retraducir y publicar una nueva edición en ruso de los tres volúmenes de Das Kapital de Karl Marx. Esta edición del libro ganó reconocimiento como la traducción básica en ruso y se reeditó durante décadas en la Unión Soviética, aunque por razones políticas cualquier mención de la participación de Bazárov y Bogdánov en la traducción fue posteriormente evitada.
Bazárov también se interesó en la filosofía durante la primera década del siglo XX, llegando a rechazar el materialismo dialéctico formulista de Marx en favor del uso del método científico para observar y teorizar sobre el comportamiento humano, como lo propugnaban el austriaco Ernst Mach y el filósofo germano-suizo Richard Avenarius. Los partidarios bolcheviques del "empiriocriticismo" de Mach y Avenarius, incluidos Bazárov, Bogdánov y Nikolái Valentínov, pronto fueron el objetivo de una amarga polémica de Lenin publicada en 1909, Materialismo y empirocriticismo. Esta disputa creó un cisma con Lenin. En mayo de 1908, Bazárov y Bogdánov estaban en Capri, como invitados del escritor Máximo Gorki, quien convenció a Lenin para que se uniera a ellos con la esperanza de negociar una reconciliación. El intento fracasó. Lenin les dijo: "Simplemente tendremos que separarnos por dos o tres años". Bazárov continuó siendo un marxista activo, sin ser miembro de ninguna de las facciones rivales, los bolcheviques o los mencheviques.
En 1911, Bazárov fue arrestado nuevamente y deportado una vez más, esta vez con una sentencia de tres años en Astracán. En noviembre de 1912, Bazárov se unió a Bogdánov, Anatoli Lunacharski, Gorki y Lenin, escribiendo para un nuevo periódico en San Petersburgo llamado Pravda.
Durante los años de la Primera Guerra Mundial, Bazárov escribió para varias publicaciones radicales, incluyendo el diario radical de Gorki, Novaya zhizn' (Vida Nueva).

## Después de la revolución de 1917
Después de la Revolución de Octubre de 1917, Bazárov se trasladó a Járkov en Ucrania, donde escribió para varias publicaciones mencheviques. En 1919, publicó Na puti k sotsializmu (Járkov, 1919), por lo que fue atacado por Bukharin, quien lo consideraba a él y a Bogdánov como parte de una oposición combinada que defendía una teoría de "degeneración burocrática (la burocracia técnico-intelectual, la casta 'organizadora')".
En 1922, Bazárov se unió al personal de la Comisión Estatal de Planificación, donde conoció a Vladímir Gromán, con quien trabajaría estrechamente durante el siguiente medio siglo. Bazárov y Gromán trabajaron juntos desarrollando los fundamentos de la planificación industrial soviética, sentando las bases para el siguiente medio siglo de la economía soviética. El 21 de noviembre de 1923, Gromán presentó al Presídium de Gosplán un documento titulado "Problemas de la planificación de la economía nacional en su conjunto", en el que Bazárov argumentó que la adopción de la economía mixta de la Nueva Política Económica acentuaba más que disminuía la necesidad de una planificación económica centralizada.
Junto con Gromán, Bazárov influyó en el desarrollo de la idea de que una tasa decreciente de crecimiento era una característica de economías como la de la Unión Soviética, que estaban en proceso de recuperación. Aunque en retrospectiva la observación parece obvia, la "teoría de la curva de nivelación" defendida por Gromán y Bazárov postulaba que una economía con reservas sustanciales de capacidad ociosa mostraría inicialmente un ritmo de crecimiento desproporcionadamente rápido a medida que el capital productivo volviera a utilizarse, con este ritmo desacelerándose a medida que la planta disponible se acercaba a su plena capacidad.
En 1924, Bazárov publicó un folleto titulado Hacia una metodología para la planificación estratégica en el que expandió sus ideas sobre el desarrollo de procedimientos de planificación central a medida que la economía soviética pasaba de la recuperación a la expansión. Bazárov seguía convencido de que la dirección central de la inversión económica proporcionaría el impulso para un crecimiento económico acelerado, hablando en 1926 de la "esperanza de alcanzar y superar en nuestro desarrollo a los países avanzados del mundo capitalista".
Bazárov fue un firme defensor del uso de incentivos materiales para motivar al campesinado a aumentar la producción agrícola, declarando a principios de 1927 que "solo al abastecer ampliamente al pueblo con buenos productos industriales a precios muy bajos podemos crear un verdadero impulso hacia el desarrollo de nuestra agricultura atrasada..." Sin embargo, en medio de un débil comercio agrícola por parte del campesinado en 1927 y 1928, los líderes políticos soviéticos se dirigieron en otra dirección, volviendo a los métodos coercitivos de requisición utilizados durante el período anterior de Comunismo de guerra antes de pasar a una campaña radical por la colectivización completa de la agricultura a finales de la década.
Bazárov fue una voz en el aparato de planificación soviético a favor de una tasa de crecimiento racional. En respuesta a un borrador del primer plan quinquenal preparado por el Consejo Supremo de la Economía Nacional (VSNKh) que planteaba un crecimiento industrial del 135% durante los cinco años económicos de 1927/28 a 1932/33, Bazárov consideró las posibilidades a largo plazo como "fascinantes" y "encantadoras". Sin embargo, pronto tal ritmo fue desestimado como inadecuado por aquellos que sostenían puntos de vista más extremos, y Bazárov fue duramente criticado por su pesimismo al subestimar "las ventajas inherentes al sistema soviético". Finalmente, las autoridades de planificación soviéticas aprobaron un crecimiento del 179% durante el período de cinco años, y Bazárov, Gromán y otros con puntos de vista similares que favorecían una tasa de acumulación de capital menos drástica fueron apartados.

### Juicio Menchevique de 1931
Bazárov fue arrestado por la policía secreta soviética durante el verano de 1930. En su interrogatorio del 15 de agosto de 1930, firmó una declaración reconociendo su participación en un grupo con otros economistas que habían sido arrestados e interrogados por la GPU, incluido su amigo y compañero de trabajo Gromán y el exmiembro del Partido Socialista Revolucionario Nikolái Kondrátiev.
En 1931, se celebró el Juicio Menchevique, acusando a "mencheviques" en el aparato de planificación estatal de "sabotaje" de la industria soviética mediante el establecimiento de objetivos de planificación artificialmente bajos. Aunque Bazárov no estuvo entre los acusados públicos, su asociado Gromán sí lo estuvo. Gromán dio testimonio público de que él y Bazárov encabezaban un grupo contrarrevolucionario en Gosplán, supuestamente organizado en 1923, que intentaba "influir en la política económica de las autoridades soviéticas para mantener la posición de 1923-25". El historiador Naum Jasny ha especulado que la ausencia de Bazárov como acusado en este importante juicio público probablemente refleja el hecho de que "la GPU no logró quebrarlo lo suficiente como para convertirlo en un miembro deseable del juicio".
Gromán, la figura principal entre los acusados, condenó a sí mismo y a sus colegas con el testimonio de que en Gosplán pasaban su tiempo

"Incorporando en las cifras de control y en los análisis de la planificación actual ideas y evaluaciones deliberadamente distorsionadas, antagonistas a la línea general del partido (reduciendo las tasas de expansión de la construcción socialista, distorsionando el enfoque de clase, exagerando las dificultades), enfatizando los signos de una catástrofe inminente (Gromán) o, lo que es cercano a esto, asignando una posibilidad mínima de éxito a la línea del Partido dirigida hacia el ataque socialista (Bazárov, Gukhman)..."
Aunque fue excluido del juicio público que lo desacreditó, Bazárov fue juzgado en secreto y sentenciado a una pena de prisión por sus presuntas actividades de sabotaje. Una carta de diciembre de 1931 desde la URSS, publicada en la revista menchevique Sotsialisticheskii vestnik (El Heraldo Socialista), informaba que Bazárov estaba siendo retenido en ese momento en un "aislador" político en Yaroslavl.

### Muerte y legado
Bazárov murió el 16 de septiembre de 1939 a causa de una neumonía en Moscú. Tenía 65 años en el momento de su muerte.
En 1999 se publicó en Rusia una colección de dos volúmenes de documentos relacionados con el Juicio Menchevique de 1931. Se incluyeron los textos de varias declaraciones manuscritas recopiladas de Bazárov durante el proceso de su interrogatorio durante el verano de 1930.

## Obras

### En ruso
- (Movimientos Sociales de la Edad Media y la Reforma). Con I. I. Skvortsov-Stepánov. (c. 1898).
- "Авторитарная метафизика и автономная личность" (Metafísica Autoritaria y Autonomía Personal), en la colección Очерки реалистического мировоззрения (Estudios de la Cosmovisión Realista), 1904.
- «Анархический коммунизм и марксизм» (Comunismo Anárquico y Marxismo). 1906.
- «На два фронта» (En Dos Frentes). 1910.
- На пути к социализму: Сборник статей  (En el Camino hacia el Socialismo: Una Colección de Artículos). Járkov: Prosvieshchenie, 1919.
- "«Ножницы» и плановое хозяйство" ("Las Tijeras" y la Economía Planificada). Экономическое обозрение, 1923, No. 10.
- "К методологии перспективного планирования" (Hacia una Metodología para la Planificación Estratégica).
- "К вопросу о хозяйственном плане." (Sobre la Cuestión de un Plan Económico). Экономическое обозрение, 1924, No. 6.
- "Темп накопления и «командные высоты»" (La Tasa de Acumulación y las "Alturas Dominantes"). Экономическое обозрение, 1924, No. 9-10.
- "О методологии построения перспективных планов." (Sobre la Metodología de Construcción de Planes a Largo Plazo).  Плановое хозяйство, 1926, № 7.
- "Кривые развития» капиталистического и советского хозяйства." (Las "Curvas de Desarrollo" de la Economía Capitalista y Soviética). Плановое хозяйство, 1926, No. 4.
- Использование бюджетных данных для построения структуры городского спроса в перспективе генерального плана (Uso de Datos Presupuestarios para Construir la Estructura de la Demanda Urbana en la Perspectiva del Plan General), 1927.

### Traducciones de Bazárov al ruso
- Karl Marx, Das Kapital. Con I. I. Skvortsov-Stepánov. Editor general, A. Bogdánov. 1905–07.
- Очерки по истории Германии в XIX веке. Т. 1. Происхождение современной Германии. (Estudios en la Historia de Alemania en el Siglo XIX: Vol. 1: El Origen de la Alemania Moderna). Con I. I. Skvortsov-Stepánov. San Petersburgo, 1906.
- Science and Religion in Contemporary Philosophy de Émile Boutroux con un Prefacio del Traductor, San Petersburgo: Shipovnik Publishers, 1910).
- Элементы философии биологии 1911 de Felix Le Dantec (Elements de philosophie biologique – Elementos de Filosofía Biológica)[26]: 106

### Traducciones de Bazárov al inglés
- What is needed for socialism?, Novaya Zhizn, No. 190/184, 1/14 de diciembre de 1917, p. 1;
- July or December?, Mysl', Járkov, No. 5. Febrero de 1919.